# Estàdia d'Invar
Una estadia d'Invar és una mira especial també anomenada Mira horitzontal - per a ús exclusiu en mesuraments paralàctics, la seva longitud és de 2 m entre les marques que es troben properes als seus extrems, generalment construïda en alumini, té al seu interior una ànima d'invar que li dona la seva estabilitat tèrmica.

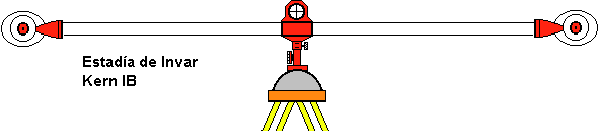
Estada d'Invar.

L'invar és un aliatge metàl·lic d'acer i níquel (64% d'acer i 36% de Ni), el nom és la contracció de la paraula invariable, fent al·lusió directa a la seva invariabilitat davant les condicions tèrmiques.
En alguna època va ser utilitzada en triangulacions topogràfiques amb costats no majors de 500 m, en els casos en què s'havia de mesurar una banda, que d'alguna manera era inaccessible per mètodes més comuns com el de cinta, tal el cas d'haver de travessar rius, llacunes, pantans o dunes, en la pràctica s'han tornat obsoletes, a l'extrem que és molt difícil trobar-ne una al mercat, atès que el mètode paraláctic ha estat àmpliament superat pels mètodes electrònics de mesura.